# Силкин, Владимир Иванович
Владимир Иванович Силкин (1925—?) — младший сержант Рабоче-крестьянской Красной Армии, участник Великой Отечественной войны, полный кавалер ордена Славы, лишён всех званий и наград в связи с осуждением.

## Биография
Владимир Силкин родился в 1925 году в посёлке Новый (ныне — в черте города Химки Московской области). Окончил начальную школу. В январе 1943 года Силкин был призван на службу в Рабоче-крестьянскую Красную Армию. С сентября того же года — на фронтах Великой Отечественной войны, был разведчиком взвода пешей разведки 244-го стрелкового полка 41-й стрелковой дивизии 69-й армии 1-го Белорусского фронта.
В первый раз отличился во время освобождения Белорусской ССР. 7 февраля 1944 года у деревни Петровичи Силкин лично уничтожил несколько вражеских солдат, сам получил ранение, но продолжал сражаться. 6 марта 1944 года он был награждён орденом Славы 3-й степени.
Во второй раз отличился во время освобождения Волынской области Украинской ССР. В ночь с 20 на 21 июля 1944 года переправился через Западный Буг в районе деревни Дубенка Любомльского района. Проникнув в деревню, Силкин обнаружил все немецкие огневые точки, после чего успешно вернулся и доложил командиру о них. В бою за Дубенку он лично уничтожил около 10 солдат и офицеров противника, спас от пленения двух советских офицеров. 1 августа 1944 года Силкин был награждён орденом Славы 2-й степени.
В третий раз отличился во время Берлинской операции. 23 апреля 1945 года Силкин одним из первых ворвался на окраину города Фюрстенвальде, лично уничтожив более 10 солдат и офицеров противника, принял активное участие в очистке нескольких городских кварталов. В ходе дальнейшего наступления Силкин переправился через Шпрее и принял активное участие в боях за захват и удержание плацдарма на её западном берегу, уничтожив 17 вражеских солдат и офицеров.
Указом Президиума Верховного Совета СССР от 15 мая 1946 года за «образцовое выполнение заданий командования в боях с немецкими захватчиками» младший сержант Владимир Силкин был награждён орденом Славы 1-й степени.
В конце 1946 года был арестован по обвинению в грабежах мирных немецких жителей при самовольном оставлении расположения своей воинской части. 5 февраля 1947 года Военный трибунал 94-й гвардейской стрелковой дивизии приговорил Силкина к 6 годам исправительно-трудовых лагерей.
Указом Президиума Верховного Совета СССР от 3 ноября 1948 года Владимир Силкин был лишён всех званий и наград.
Дальнейшая судьба Силкина не установлена.